# DAZN F1
DAZN F1 es un canal de televisión por suscripción español, operado por DAZN Group, que se especializa en la transmisión de eventos relacionados con la Fórmula 1. Este canal se encuentra disponible en las plataformas DAZN y Movistar Plus+.

## Historia
El 20 de enero de 2021, Telefónica y DAZN llegaron a un acuerdo para compartir los derechos de transmisión de la Fórmula 1 en España hasta el año 2023. Como resultado de este acuerdo, Movistar+ comenzó a compartir la transmisión de la Fórmula 1 con DAZN.
El 1 de marzo de 2021, DAZN F1 inició sus operaciones, reemplazando a Movistar Fórmula 1 como canal dedicado a la Fórmula 1 en España. Toda la producción era realizada por Telefónica hasta 2023.
En marzo de 2022, se anunciaron cambios en la presentación del canal, con la salida de Noemí de Miguel de la cobertura de los circuitos, siendo reemplazada por Melissa Jiménez. Nira Juanco dejó de presentar los segmentos previos y posteriores a las clasificaciones y carreras, aunque permaneció en el canal como subdirectora y editora. Su lugar fue ocupado por Noemí de Miguel, quien se unió al equipo junto a Antonio Lobato, Pedro de la Rosa y Toni Cuquerella. Jacobo Vega dejó el canal debido a compromisos y limitaciones de tiempo, mientras que Víctor Abad se incorporó para presentar "Código F1", un nuevo programa del canal.
En octubre de 2023, DAZN adquirió de manera exclusiva los derechos de transmisión de la Fórmula 1 en España hasta la temporada 2026. Con esta adquisición, toda la producción de los Grandes Premios pasó a estar bajo la responsabilidad de DAZN, marcando un cambio significativo ya que anteriormente, desde 2014 hasta 2023, la producción estaba a cargo de Movistar Plus+, incluyendo al personal y equipo técnico.
Además, como resultado de esta adquisición exclusiva, desaparecieron las opciones de Multi Pantalla y el canal DAZN F1 4K de los decodificadores de Movistar, los cuales ya no estaban disponibles a través de la aplicación de DAZN. Estas opciones habían estado operativas desde los inicios de Movistar Fórmula 1, y su desaparición generó críticas hacia la plataforma DAZN por no ofrecer un servicio similar al que proporcionaba Movistar Plus+.
La temporada 2024 trajo consigo una serie de medidas significativas. A nivel técnico, debido al cambio en la producción que ahora recae en DAZN por primera vez, se llevó a cabo el traslado de las instalaciones desde Movistar Plus+ en Tres Cantos a la sede de DAZN España en Madrid, lo que implicó el abandono del Movistar Stadium, que había sido el plató de la Fórmula 1 desde 2017, así como de la redacción asociada. En cuanto al equipo, Víctor Abad dejó de presentar Código F1, siendo sucedido por Tomás Slafer, quien además se encarga de comentar los entrenamientos libres junto a Antonio Lobato. Además, se produjeron otros cambios, incluyendo la salida de Miguel Portillo, quien fue reemplazado por Cristian Mestres, y la sustitución de Albert Fàbrega por Roldán Rodríguez, quien incorporó a una nueva reportera para cubrir los circuitos, Christine GZ.
En 2025 el equipo seguía prácticamente igual con un cambio en los circuitos; Melissa Jiménez sigue pero llega Tomás Slafer deja de presentar "BOX BOX" y comentar los Libres 1 y 2 de los viernes para pasar a viajar a los circuitos y Christine GZ, Roldán Rodríguez y Diego Campoy se alternará como tercer enviado.

## Equipo
Este es el equipo para la temporada 2024.
| Nombre           | Puesto |
| ---------------- | --- |
| Alba Lobato      | Trabaja en la redacción de DAZN. |
| Antonio Lobato   | Narrador de las sesiones de entrenamientos libres, clasificación y carreras de Fórmula 1, analista en los previos y post de clasificación y carrera. |
| Pedro de la Rosa | Comentarista de las sesiones de clasificación y carreras de Fórmula 1, analista en los previos y post de clasificación y carrera.                    |
| Toni Cuquerella  | Comentarista de las sesiones de FP3, clasificación y carreras de Fórmula 1, analista en los previos y post de clasificación y carrera.               |
| Roldán Rodríguez | Reportero en los circuitos durante las sesiones de entrenamientos libres, clasificación y carreras. Comentarista en los libres 1 y 2                 |
| Melissa Jiménez  | Reportera en los circuitos durante las sesiones de entrenamientos libres, clasificación y carreras.                                                  |
| Christine GZ     | Reportera en los circuitos. |
| Diego Campoy     | Reportero en los circuitos |
| Javier Quilon    | Comentarista de FIA F2, FIA F3, Porsche Supercup y F1 Academy                                                                                        |
| Cristian Mestres | Narrador de la Porsche Supercup, Fórmula 2 Fórmula 3 y F1 Academy.                                                                                   |
| Henry De Poudmar | Traductor de ruedas de prensa y entrevistas tras la clasificación y carrera.                                                                         |
| Tomás Slafer     | Presentador de Código F1 y Reportero en los circuitos                                                                                                |
| Pablo Lorente    | Presentador del programa BOX BOX. |

### Exmiembros
- Jacobo Vega (2021)[7]
- Nira Juanco (2021-2023)
- Albert Fàbrega (2021-2023)
- Miguel Portillo (2021-2023)
- Cristóbal Rosaleny (2021-2023)
- Noemí de Miguel (2021-2023)
- Liborio García (2021-2023)
- Víctor Abad (2022-2023)

## Disponibilidad
DAZN F1 se encuentra disponible en el dial 63 de la plataforma de pago por satélite e IPTV Movistar Plus+, dentro del paquete de Motor, Deportes o Fusión Total Plus, así como en su servicio de video bajo demanda como canal en directo (emisión lineal). También disponible desde la propia app de DAZN España.
Fuera de España, en Andorra se encuentra disponible en el dial 230 de la plataforma SomTV de Andorra Telecom.